# Koniec akcji „Arka”
Koniec akcji „Arka”, także Koniec eksperymentu „Arka” (tytuł oryg. Малыш) − powieść science fiction z 1971 autorstwa Arkadija i Borysa Strugackich, osadzona w wykreowanym przez nich uniwersum XXII wieku.

## Treść książki
Narratorem opowieści jest Stanisław Popow, jeden z naukowców przysłanych na planetę Arka, by przygotować ją na przyjęcie kolonizatorów z planety Panta, której grozi zagłada. W skład jego grupy wchodzą Maja Głumowa, Giennadij Komow i Jakub Van der Hoose. Arka początkowo sprawia wrażenie niezamieszkanej przez inteligentne formy życia. Podczas jednego z lotów zwiadowczych, odkryty zostaje wrak ziemskiego statku „Pielgrzym”, rozbitego lata wcześniej, nim planeta została oficjalnie odkryta. Na pokładzie znajdują się dwa ciała, mężczyzny i kobiety. Popow natomiast jest świadkiem dziwnych wydarzeń - słyszy głosy płaczącego dziecka i kobiety wołającej o pomoc, widzi również postać tajemniczego chłopca, uznaje to jednak za halucynację.
Wkrótce okazuje się, że planeta ma mieszkańca - 13-letniego ludzkiego chłopca, którego naukowcy nazywają Małym. Zostaje on zidentyfikowany jako Pierre Aleksandrowicz Siemionow, syn Marii-Luizy Siemionow i Aleksandra Siemionowa - rozbitków ze statku, który urodził się podczas lotu. Jednak niezwykłe zdolności dziecka (błyskawiczna nauka języka, naśladowanie głosów, tworzenie „fantomów”) wskazują, że do jego ocalenia z katastrofy i przeżycia na planecie musiała się przyczynić obca rasa. Z polecenia Leonida Gorbowskiego akcja Arka zostaje przerwana i rozpoczynają się próby nawiązania kontaktu z prawdziwymi mieszkańcami planety. Jedynym ich śladem są ogromne „wąsy” pojawiające się za wzgórzami, ilekroć Mały kontaktuje się z badaczami. Wszelkie próby wyciągnięcia od Małego informacji o obcych kończą się fiaskiem, gdyż dla niego oni zdają się nie istnieć. Naukowcy wyposażają chłopca w nadajnik z kamerą, by śledzić jego wędrówkę. Jednak w krytycznej chwili nagrania, gdy Mały dociera do obcych, Maja uruchamia potężną lampę awaryjną zainstalowaną w nadajniku, co natychmiast przerywa transmisję.
Z naukowcami kontaktuje się Gorbowski, wyjaśniając, że z mieszkańcami planety nie uda się nawiązać kontaktu, gdyż są oni cywilizacją hermetyczną, unikającą kontaktów z innymi. Gorbowski informuje również o wykryciu na orbicie satelity, umieszczonego tam przez potężną rasę Wędrowców. Ten właśnie satelita zestrzelił „Pielgrzyma” i jego celem zdaje się być powstrzymanie wszelkich kontaktów z prawowitymi mieszkańcami Arki.